# Å församling
Å församling var en församling i Linköpings stift inom Svenska kyrkan i Norrköpings kommun. Församlingen uppgick 2008 i Västra Vikbolandets församling. Å var det kortaste församlingsnamnet i Sverige.
Församlings kyrka var Å kyrka.
2006 fanns det 196 invånare i församlingen.

## Administrativ historik
Församlingen har medeltida ursprung. 
Församlingen utgjorde till 1 maj 1917 ett eget pastorat för att därefter till 2008 vara annexförsamling i pastoratet Kuddby, Tåby och Å som 1962 utökades med Östra Stenby, Konungsunds, Furingstads och Dagsbergs församlingar. Församlingen uppgick 2008 i Västra Vikbolandets församling.
Församlingskod var 058123

## Kyrkoherdar
Lista över kyrkoherdar.
| Ämbetstid | Namn                   | Levnadstid | Övrigt                                       |
| --------- | ---------------------- | ---------- | -------------------------------------------- |
| 1500      | Henricus Petri         |            |                                              |
| 1510      | Sveno Haquini          |            |                                              |
| 1522–1525 | Olavus Andreae         | Död 1525   |                                              |
| 1526–1527 | Conradus               | Död 1527   |                                              |
| 1528–1532 | Folko                  | Död 1532   |                                              |
| 1534–1539 | Martinus               | Död 1539   |                                              |
| 1540–1549 | Olavus Johannis        | Död 1549   |                                              |
| 1550–1563 | Petrus Magni           | Död 1563   |                                              |
| 1564–1612 | Haquinus Erici         | Död 1612   | Prost.                                       |
| 1614–1640 | Gudmundus Magni        | Död 1640   |                                              |
| 1642–1666 | Carolus Sveiræus       | 1607–1666  |                                              |
| 1668–1680 | Laurentius Wangel      | 1636–1692  | Senare kyrkoherde i Mogata församling.       |
| 1680–1695 | Jacobus Ardeander      | 1631–1695  |                                              |
| 1696–1712 | Olaus Rudelius         | 1645–1712  |                                              |
| 1714–1736 | Israel Wangel          | 1669–1736  |                                              |
| 1737–1755 | Laurentius Brodin      | 1687–1755  |                                              |
| 1757–1758 | Jonas Laurenius        | 1711–1758  |                                              |
| 1760–1781 | Carl Noberg            | 1715–1781  | Prost.                                       |
| 1783–1804 | Magnus Tollin          | 1724–1804  |                                              |
| 1807–1813 | Anders Lilja           | 1751–1814  | Senare kyrkoherde i Östra Stenby församling. |
| 1815–1817 | Eric Anders Enholm     | 1758–1817  |                                              |
| 1820–1829 | Henric Adolph Wallberg | 1769–1829  |                                              |
| 1832–1842 | Johan Gustaf Askelöf   | 1782–1842  |                                              |
| 1844–1864 | Sven Gustaf Stenborg   | 1789–1864  |                                              |
| 1866–1886 | Johan Adolf Bergström  | 1806–1886  |                                              |
| 1886–1894 | Fredrik Hjelm          | 18420–1930 | Senare kyrkoherde i Nykils församling.       |
| 1894–1911 | Johan Ivar Blomberg    | 1851–1911  | Senare kyrkoherde i Rogslösa församling.     |

## Organister och klockare
| Ämbetstid | Namn                 | Levnadstid | Övrigt                         |
| --------- | -------------------- | ---------- | ------------------------------ |
| 1693–1695 | Sven                 |            | Klockare                       |
| 1703      | Sven Olofsson        |            | Klockare                       |
| 1711–1734 | Per Mattsson         |            | Klockare                       |
| 1730–1743 | Eric                 |            | Organist                       |
| 1736–1765 | Mattis Olofsson      |            | Klockare                       |
| 1765–1784 | Olof Åström          | 1721–      | Klockare                       |
| 1787–1805 | Sven Åström          | 1761–      | Organist och klockare          |
| 1810–1834 | Eric Åström          | 1766–1834  | Organist och klockare          |
| 1834–1865 | Johan Anton Odén     | 1812–1865  | Organist och klockare          |
| 1865-1890 | Sven Johan Johansson | 1815-      | Organist, klockare och lärare. |